# チャン・ソヒ
チャン・ソヒ（장서희、1972年1月5日 - ）は韓国の女優である。本貫は興徳張氏。

## 経歴
- 慶熙大学校 舞踊学科卒業

## 出演作品

### テレビドラマ
- 韓明澮 〜朝鮮王朝を導いた天才策士〜（1994年、KBS） - 廃妃尹氏役
- 宮廷女官キム尚宮（1995年、KBS） - 王妃ユ氏役
- 王と妃（1998年-2000年、KBS） - 淑嬪ホン氏役
- ホジュン～宮廷医官への道～（1999年-2000年、MBC） - 仁嬪金氏役
- 火花（2000年、SBS） - ナ・ヒョンギョン役
- オンダルの王子たち（2000年-2001年、MBC） - ヒョンジュ役
- 彼女の家（2001年、MBC） - チェヨン役
- 人魚姫（2002年-2003年、MBC） - ウン・アリヨン役
- メリーゴーランド（2003年-2004年、MBC） - ソン・ウンギョ役
- 恋するレシピ（2005年、MBC） - オ・スンジン役
- 妻の誘惑（2008年-2009年、SBS） - ク・ウンジェ（ミン・ソヒ）役
- 愛の選択～産婦人科の女医（2010年、SBS） - ソ・ヘヨン役
- カッコウの巣（2014年、KBS） - ペク・ヨニ役
- 我が家のロマンス（2015年-2016年、MBC） - キム・ユニ役
- 復讐のカルテット（2017年、SBS） - ミン・ドゥルレ役
- 魔女のゲーム（2022年、MBC） - ソル・ユギョン役